# Toeshey
Toeshey is een genre van traditionele Tibetaanse dansmuziek die nauw verwant is aan Nangma. Vaak worden beide muziekstijlen samen genoemd als Nangma-Toeshey, maar beide muziekstijlen onderscheiden zich door verschillend ritme en snelheid.
Toeshey's komen oorspronkelijk uit de regio Toe in het Westen van Tibet en werden later geaccepteerd in de hoofdstad Lhasa.